# Poitou-Charentes
Poitou-Charentes (okcitansko Peitau-Charantas) je bila do leta 2015zahodna francoska regija ob Atlantskem oceanu. Od leta 2016 je sestavni del regije Nova Akvitanija Glavno administrativno in zgodovinsko pomembno mesto je Poitiers.

## Geografija
Poitou-Charentes leži na zahodu Francije ob Biskajskem zalivu. Na severozahodu meji na regijo Loire, na severovzhodu na Center, na vzhodu na Limousin, na jugu pa na regijo Akvitanijo.

## Zgodovina
Prvi znani prebivalci regije so bili keltski Piktavi. S prihodom Rimljanov leta 56 pred našim štetjem je bilo ozemlje vključeno v rimsko provinco Akvitanijo, kasneje v četrtem stoletju pa v Aquitanio Secundo. Leta 418 so ozemlje osvojili Vizigoti, v letu 507 pa Franki.
Z bitko pri Poitiersu 732 je bil zaustavljen prodor muslimanskih osvajalcev v zahodno Evropo. Od 10. do 12. stoletja so bili grofje Poitouški hkrati tudi vojvode Akvitanije, mesto Poitiers pa je z leti raslo v svoji pomembnosti. Leta 1152 je bil Poitou s poroko med Eleonoro Akvitanijsko in kasnejšim angleškim kraljem Henrikom II. pod nadzorom Anglije. Pokrajina je bila ponovno združena s Francijo leta 1416, ko je postal njena provinca.